# Česko na Eurovision Song Contest 2024
Česko se zúčastnilo 68. ročníku hudební soutěže Eurovision Song Contest 2024 ve švédském Malmö. Národní finále organizovala veřejnoprávní Česká televize. Reprezentantem země se 13. prosince 2023 stala zpěvačka Aiko s písní „Pedestal“. S písní nepostoupila do finále.

## Před Eurovizí
Česká televize potvrdila účast na ročníku 16. října 2023. Od tohoto dne až do 7. listopadu 2023 měli interpreti možnost zaregistrovat své písně. Každý interpret mohl zaslat více písní, každá z nich ale nesměla být veřejně publikována před 1. zářím 2023. Účast v národním finále byla nově umožněna také Slovákům, kteří trvale žijí a tvoří v Česku a podílejí se na rozvoji české hudební scény. Podmínkou bylo, že minimálně jeden ze zpěváků, jedná-li se o skupinu, musí mít české nebo slovenské občanství.
Potřetí vzešel interpret z národního finále konaného pod názvem ESCZ 2024. Finále se uskutečnilo v pražském hudebním klubu Roxy 4. prosince 2023, moderátorem živého přenosu byl Adam Mišík, Cesár Sampson zpovídal zpěváky v green roomu. Přenos finálového večera byl vysílán živě na ČT art a v iVysílání, pro zahraniční diváky bylo finále k dispozici na oficiálním YouTube kanálu Eurovision Song Contest. Hlasování bylo zahájeno během finálového večera a probíhalo po dobu jednoho týdne online přes mobilní aplikaci, přičemž stejně jako v předchozím roce měly větší váhu hlasy od zahraničních diváků (70 %), zbylých 30 % připadlo na hlasující z Česka. Výsledky byly zveřejněny 13. prosince.

### Finalisté
14. listopadu 2023 bylo oznámeno, že do finále bude interně vybráno pět interpretů. Kromě české delegace se na výběru podílel jako hudební poradce také Cesár Sampson, reprezentant Rakouska, který se v roce 2018 na Eurovision Song Contest v Lisabonu umístil jako třetí. 22. listopadu 2023 bylo oznámeno, že do finále může být vybráno až 7 interpretů. Soutěžní písně byly odhaleny až během finálového večera.
Sedm finalistů bylo představeno 28. listopadu 2023.
| Pořadí | Umělec      | Skladba             | Skladatelé                                                                                               | Body   | Body   | Body   | Body   | Umístění |
| Pořadí | Umělec      | Skladba             | Skladatelé                                                                                               | Česko  | Svět   | Celkem | Váženo | Umístění |
| ------ | ----------- | ------------------- | --- | ------ | ------ | ------ | ------ | -------- |
| 1      | Aiko        | „Pedestal”          | Alena Shirmanova-Kostebelova, Steven Ansell                                                              | 2 410  | 33 107 | 35 517 | 23 898 | 1        |
| 2      | Elly        | „The Angel's Share“ | Argyle Singh, Eliška Tunková, Jan Vávra, Rony Janeček                                                    | 24 679 | 7 817  | 32 496 | 12 876 | 2        |
| 3      | Gianna Lei  | „Starlet“           | Gianna Leilani Rivolová, Morten Bergholt                                                                 | 372    | 773    | 1 145  | 653    | 7        |
| 4      | Lenny       | „Good Enough“       | Lenka Filipová, Marcus Tran, Otakar Petřina                                                              | 4 216  | 1 586  | 5 802  | 2 375  | 5        |
| 5      | Mydy        | „Red Flag Parade“   | Jakub Svoboda, Maria Brobergm, Mikuláš Pejcha, Ondřej Slánský, Paweł "Leon" Krześniak, Žofie Dařbujánová | 6 443  | 7 283  | 13 726 | 7 031  | 3        |
| 6      | Tom Sean    | „Dopamine Overdose“ | Edwin Lindberg, Jan Vávra, Lukas Hallgren, Tomas Sean Pšenička                                           | 3 331  | 3 573  | 6 904  | 3 500  | 4        |
| 7      | Tomas Robin | „Out of My Mind“    | Martin Zaujec, Tomáš Červinka, Tomáš Lobb                                                                | 728    | 1 563  | 2 291  | 1 313  | 6        |

### Přípravy
21. března 2024 byla vydána nová verze soutěžní písně „Pedestal“, ve které došlo k několika úpravám, aby bylo dodrženo pravidlo, které zakazuje používání vulgarit.
Aiko vystoupila na několika akcích, které se konají před Eurovizí: PrePartyES v Madridu 30. března 2024, Barcelona Eurovision Party 6. dubna 2024, London Eurovision Party 7. dubna 2024, Eurovision in Concert v Amsterdamu 13. dubna 2024, Nordic Eurovision Party ve Stockholmu 14. dubna 2024 a Copenhagen Eurovision Party 4. května 2024.

## Eurovize
Eurovision Song Contest 2024 se konala ve švédském Malmö v Malmö Arena. Semifinále proběhla 7. a 9. května, finále se uskutečnilo 11. května 2024. 30. ledna 2024 proběhl los, který určil, že Česko vystoupí v první polovině druhého semifinále. Producenti poté určili, že Česko vystoupí jako páté. Země skončila s 38 body na 11. místě a nepostoupila do sobotního finále.
Všechny živé přenosy vysílala ČT2. Jana Maxiána na postu komentátora vystřídali Václav Matějovský, Patricie Kaňok Fuxová a Dominika Hašková. Výsledek hlasování porot za Česko ve finále oznámila Radka Rosická.

### Body pro Česko
| Skóre   | Diváci                                       |
| ------- | -------------------------------------------- |
| 12 bodů |                                              |
| 10 bodů |                                              |
| 8 bodů  |                                              |
| 7 bodů  |                                              |
| 6 bodů  | San Marino                                   |
| 5 bodů  | Rakousko • Izrael                            |
| 4 body  | Gruzie                                       |
| 3 body  | Lotyšsko • Norsko                            |
| 2 body  | Estonsko • Itálie • Malta • Španělsko        |
| 1 bod   | Arménie • Dánsko • Nizozemsko • Zbytek světa |

### Body udělené Českem
| Skóre   | Diváci     |
| ------- | ---------- |
| 12 bodů | Izrael     |
| 10 bodů | Nizozemsko |
| 8 bodů  | Švýcarsko  |
| 7 bodů  | Arménie    |
| 6 bodů  | Estonsko   |
| 5 bodů  | Lotyšsko   |
| 4 body  | Řecko      |
| 3 body  | Norsko     |
| 2 body  | Rakousko   |
| 1 bod   | Gruzie     |

| Skóre   | Diváci     | Porota      |
| ------- | ---------- | ----------- |
| 12 bodů | Ukrajina   | Ukrajina    |
| 10 bodů | Izrael     | Švýcarsko   |
| 8 bodů  | Chorvatsko | Švédsko     |
| 7 bodů  | Švýcarsko  | Irsko       |
| 6 bodů  | Irsko      | Arménie     |
| 5 bodů  | Arménie    | Německo     |
| 4 body  | Francie    | Francie     |
| 3 body  | Švédsko    | Portugalsko |
| 2 body  | Řecko      | Chorvatsko  |
| 1 bod   | Litva      | Norsko      |

#### Detailní výsledky
Českou porotu tvořili následující členové:
- Ondřej Bambas
- Bára Juránková
- Kristyna Koreis
- Marek Slabý
- Jaroslav Špulák

| Pořadí | Země       | Diváci | Diváci |
| Pořadí | Země       | Pořadí | Body   |
| ------ | ---------- | ------ | ------ |
| 1      | Malta      | 13.    |        |
| 2      | Albánie    | 15.    |        |
| 3      | Řecko      | 7.     | 4      |
| 4      | Švýcarsko  | 3.     | 8      |
| 5      | Česko      |        |        |
| 6      | Rakousko   | 9.     | 2      |
| 7      | Dánsko     | 12.    |        |
| 8      | Arménie    | 4.     | 7      |
| 9      | Lotyšsko   | 6.     | 5      |
| 10     | San Marino | 14.    |        |
| 11     | Gruzie     | 10.    | 1      |
| 05     | Belgie     | 11.    |        |
| 13     | Estonsko   | 5.     | 6      |
| 14     | Izrael     | 1.     | 12     |
| 15     | Norsko     | 8.     | 3      |
| 16     | Nizozemsko | 2.     | 10     |

| Pořadí | Země               | Porota    | Porota    | Porota    | Porota    | Porota    | Porota | Porota | Diváci | Diváci |
| Pořadí | Země               | Porotce 1 | Porotce 2 | Porotce 3 | Porotce 4 | Porotce 5 | Pořadí | Body   | Pořadí | Body   |
| ------ | ------------------ | --------- | --------- | --------- | --------- | --------- | ------ | ------ | ------ | ------ |
| 1      | Švédsko            | 1         | 3         | 4         | 4         | 6         | 3.     | 8      | 8.     | 3      |
| 2      | Ukrajina           | 4         | 1         | 1         | 3         | 2         | 1.     | 12     | 1.     | 12     |
| 3      | Německo            | 6         | 6         | 7         | 17        | 4         | 6.     | 5      | 17.    |        |
| 4      | Lucembursko        | 25        | 12        | 22        | 20        | 23        | 22.    |        | 12.    |        |
| 5      | Nizozemsko         | 19        | 25        | 10        | 14        | 25        | 19.    |        | N/A    |        |
| 6      | Izrael             | 16        | 14        | 13        | 18        | 11        | 16.    |        | 2.     | 10     |
| 7      | Litva              | 26        | 16        | 12        | 10        | 14        | 15.    |        | 10.    | 1      |
| 8      | Španělsko          | 20        | 24        | 24        | 21        | 12        | 21.    |        | 21.    |        |
| 9      | Estonsko           | 14        | 7         | 16        | 12        | 8         | 12.    |        | 14.    |        |
| 10     | Irsko              | 2         | 2         | 11        | 2         | 7         | 4.     | 7      | 5.     | 6      |
| 11     | Lotyšsko           | 12        | 15        | 17        | 13        | 9         | 14.    |        | 15.    |        |
| 12     | Řecko              | 13        | 13        | 6         | 6         | 18        | 11.    |        | 9.     | 2      |
| 13     | Spojené království | 11        | 19        | 15        | 16        | 22        | 18.    |        | 19.    |        |
| 14     | Norsko             | 9         | 10        | 5         | 11        | 13        | 10.    | 1      | 20.    |        |
| 15     | Itálie             | 22        | 11        | 18        | 5         | 21        | 13.    |        | 11.    |        |
| 16     | Srbsko             | 18        | 18        | 19        | 22        | 16        | 23.    |        | 16.    |        |
| 17     | Finsko             | 21        | 20        | 20        | 19        | 24        | 25.    |        | 13.    |        |
| 18     | Portugalsko        | 10        | 4         | 8         | 8         | 20        | 8.     | 3      | 25.    |        |
| 19     | Arménie            | 5         | 5         | 3         | 7         | 15        | 5.     | 6      | 6.     | 5      |
| 20     | Kypr               | 8         | 23        | 21        | 24        | 19        | 17.    |        | 23.    |        |
| 21     | Švýcarsko          | 3         | 9         | 2         | 1         | 3         | 2.     | 10     | 4.     | 7      |
| 22     | Slovinsko          | 17        | 22        | 25        | 26        | 17        | 24.    |        | 22.    |        |
| 23     | Chorvatsko         | 15        | 17        | 14        | 15        | 1         | 9.     | 2      | 3.     | 8      |
| 24     | Gruzie             | 23        | 21        | 23        | 23        | 10        | 20.    |        | 24.    |        |
| 25     | Francie            | 7         | 8         | 9         | 9         | 5         | 7.     | 4      | 7.     | 4      |
| 26     | Rakousko           | 24        | 26        | 26        | 25        | 26        | 26.    |        | 18.    |        |